# Engraulisoma
Engraulisoma is een monotypisch geslacht van straalvinnige vissen uit de familie van de karperzalmen (Characidae).

## Soort
- Engraulisoma taeniatum Castro, 1981